# Canton de Bergerac-1
Pour les articles homonymes, voir Canton de Bergerac (homonymie).
Le canton de Bergerac-1 est une circonscription électorale française, située dans le département de la Dordogne, en région Nouvelle-Aquitaine.
Avant 2015, c'était une division administrative.

## Historique
Le canton de Bergerac-1 est issu de la partition en deux du canton de Bergerac par décret du 13 juillet 1973. Il fait partie de l'arrondissement de Bergerac.

### Redécoupage cantonal de 2014-2015
Par décret du 21 février 2014, le nombre de cantons du département est divisé par deux, avec mise en application aux prochaines élections départementales prévues en mars 2015. Le canton de Bergerac-1 est conservé et reste constitué d'une partie de la commune de Bergerac, mais avec des limites modifiées.

## Géographie
Ce canton correspond aux parties nord-ouest et ouest de la commune de Bergerac, sur les deux rives de la Dordogne, dans l'arrondissement de Bergerac. Son altitude varie de 12 m à 146 m.

## Représentation

### Représentation avant 2015
| Période   | Période          | Identité                             | Étiquette | Qualité |
| --------- | ---------------- | ------------------------------------ | --------- | --- |
| 1973      | 1975 (décès)     | Louis Pimont                         | PS        | Préfet honoraire Député (1962-1968 et 1973-1975) Maire de Bergerac (1967-1975)                                                                                             |
| 1976      | 1989 (démission) | Michel Manet                         | PS        | Ingénieur divisionnaire au service régional de l'Equipement Député (1978-1980) Sénateur (1980-1998) Maire de Bergerac (1975-1995) Président du Conseil général (1979-1982) |
| 1989      | 1992             | Christophe Manet (fils du précédent) | PS        | |
| 1992      | 1998             | Katherine Traissac                   | UDF       | Médecin Conseillère municipale de Bergerac Vice-présidente du Conseil régional d'Aquitaine                                                                                 |
| 1998      | mars 2011        | Dominique Rousseau                   | PS        | Directeur d'établissement social Maire de Bergerac (2008-2014) |
| mars 2011 | 2015             | Daniel Garrigue                      | DVD       | Administrateur à l'Assemblée nationale Maire de Bergerac (2014-2020) Député (2002-2012)                                                                                    |

### Représentation à partir de 2015
| Période élective | Période élective | Mandat | Mandat   | Identité            | Nuance | Nuance | Qualité                                                                                                  |
| ---------------- | ---------------- | ------ | -------- | ------------------- | ------ | ------ | --- |
| 2015             | 2021             | 2015   | 2021     | Adib Benfeddoul     |        | DVD    | Pharmacien Premier adjoint au maire de Bergerac (2014-2020) Conseiller municipal de Bergerac depuis 2020 |
| 2015             | 2021             | 2015   | 2021     | Gaëlle Blanc        |        | LR     | conseillère municipale de Bergerac (2016-2020)                                                           |
| 2021             | 2028             | 2021   | en cours | Josie Bayle         |        | DVD    | Commerçante, ancienne conseillère régionale (2013-2021), adjointe au maire de Bergerac                   |
| 2021             | 2028             | 2021   | en cours | Christophe Rousseau |        | DVD    | Médecin généraliste, ancien conseiller municipal de Bergerac                                             |

### Résultats détaillés

#### Élections de mars 2015
À l'issue du 1er tour des élections départementales de 2015, deux binômes sont en ballottage : Adib Benfeddoul et Gaëlle Blanc (DVD, 30,25 %) et Wilfried Peyronnet et Françoise Sanguine (FN, 29,35 %). Le taux de participation est de 52,20 % (7 024 votants sur 13 457 inscrits) contre 60,04 % au niveau départemental et 50,17 % au niveau national.
Au second tour, Adib Benfeddoul et Gaëlle Blanc (DVD) sont élus avec 64,58 % des suffrages exprimés et un taux de participation de 53,33 % (4 025 voix pour 7 176 votants et 13 457 inscrits).

Adil Benfeddoul, a quitté le parti Les Républicains en mars 2017.

#### Élections de juin 2021
Le premier tour des élections départementales de 2021 est marqué par un très faible taux de participation (33,26 % au niveau national). Dans le canton de Bergerac-1, ce taux de participation est de 28,76 % (3 888 votants sur 13 519 inscrits) contre 40,86 % au niveau départemental. À l'issue de ce premier tour, deux binômes sont en ballottage : Josie Bayle et Christophe Rousseau (DVD, 40,2 %) et Thierry Larelle et Hélène Lehmann (PS, 23,1 %).
Le second tour des élections est marqué une nouvelle fois par une abstention massive équivalente au premier tour. Les taux de participation sont de 34,3 % au niveau national, 41,41 % dans le département et 30,05 % dans le canton de Bergerac-1. Josie Bayle et Christophe Rousseau (DVD) sont élus avec 56,11 % des suffrages exprimés (2 076 voix pour 4 062 votants et 13 519 inscrits),,. 

## Composition

### Composition avant 2015

Situation du canton de Bergerac-1 dans l'arrondissement de Bergerac en 2014.

Le canton de Bergerac-1 se composait uniquement de la partie de la commune de Bergerac située au nord de la Dordogne (rive droite).

### Composition à partir de 2015
| Nom                              | Code Insee | Intercommunalité | Superficie (km2) | Population (dernière pop. légale)                | Densité (hab./km2) | Modifier                                    |
| -------------------------------- | ---------- | ---------------- | ---------------- | ------------------------------------------------ | ------------------ | ------------------------------------------- |
| Bergerac (bureau centralisateur) | 24037      | CA bergeracoise  | 56,10            | Fraction : 17 967 (2022) Commune : 26 852 (2022) | 479                | modifier les données · modifier les données |
| Canton de Bergerac-1             | 2401       |                  |                  | 17 967 (2022)                                    |                    | modifier les données                        |

Dans des limites différentes de celles de l'ancien canton, le canton de Bergerac-1 se compose uniquement d'une partie nord-ouest et ouest de la commune de Bergerac, sur les deux rives de la Dordogne : la partie située au nord d'une ligne définie par l'axe des voies et limites suivantes : depuis la limite territoriale de la commune de Saint-Laurent-des-Vignes, cours d'eau situé au sud du lieu-dit Coly, chemin de Coly, route départementale 936 E1, route d'Eymet, avenue Paul-Doumer, boulevard Henri-Sicard, rue du Maréchal-Joffre, rue Boileau, quai de la Pelouse, place Barbacane, rue Barbacane, rue du Carrefour, place Sœur-Madeleine, rue Fénelon, Vieux-Pont, square Jean-et-Gaby-Pierre-Bloch, rue Neuve-d'Argenson, place du Palais, rue des Carmes, boulevard Victor-Hugo, rue du 108e-Régiment-d'Infanterie, avenue du Président-Wilson, avenue Pasteur, avenue Marceau-Feyry, route du Bourg-de-Ponbonne, jusqu'à la limite territoriale de la commune de Lembras.
Le bureau centralisateur reste fixé à Bergerac.

## Démographie

### Démographie avant 2015
| 1975 | 1982 | 1990   | 1999   | 2006   | 2011   | 2012   |
| ---- | ---- | ------ | ------ | ------ | ------ | ------ |
| -    | -    | 20 539 | 20 072 | 21 508 | 21 266 | 21 315 |

### Démographie depuis 2015
En 2022, le canton comptait 17 967 habitants, en évolution de −3,83 % par rapport à 2016 (Dordogne : +0,37 %, France hors Mayotte : +2,11 %).
| 2013   | 2018   | 2022   |
| ------ | ------ | ------ |
| 19 060 | 18 348 | 17 967 |